# Отеген (Жамбылская область)
Отеген (каз. Өтеген, до 199? г. — Кенес) — село в Кордайском районе Жамбылской области Казахстана. Входит в состав Карасуского сельского округа. Код КАТО — 314843200.

## Население
В 1999 году население села составляло 1156 человек (585 мужчин и 571 женщина). По данным переписи 2009 года, в селе проживало 1220 человек (598 мужчин и 622 женщины).